# Marly-Gomont
Marly-Gomont è un comune francese di 427 abitanti situato nel dipartimento dell'Aisne della regione dell'Alta Francia.

## Società

### Evoluzione demografica
Abitanti censiti

## Cultura
Il rapper Kamini, originario di Marly-Gomont, ha dedicato al paese natale una canzone eponima del 2006. Dalla storia della sua famiglia, di origine congolese, è stato tratto il film del 2016 Benvenuto a Marly-Gomont, diretto da Julien Rambaldi. Seppure richiami il villaggio fin dal titolo, esso è stato girato in un piccolo centro belga.

## Galleria d'immagini

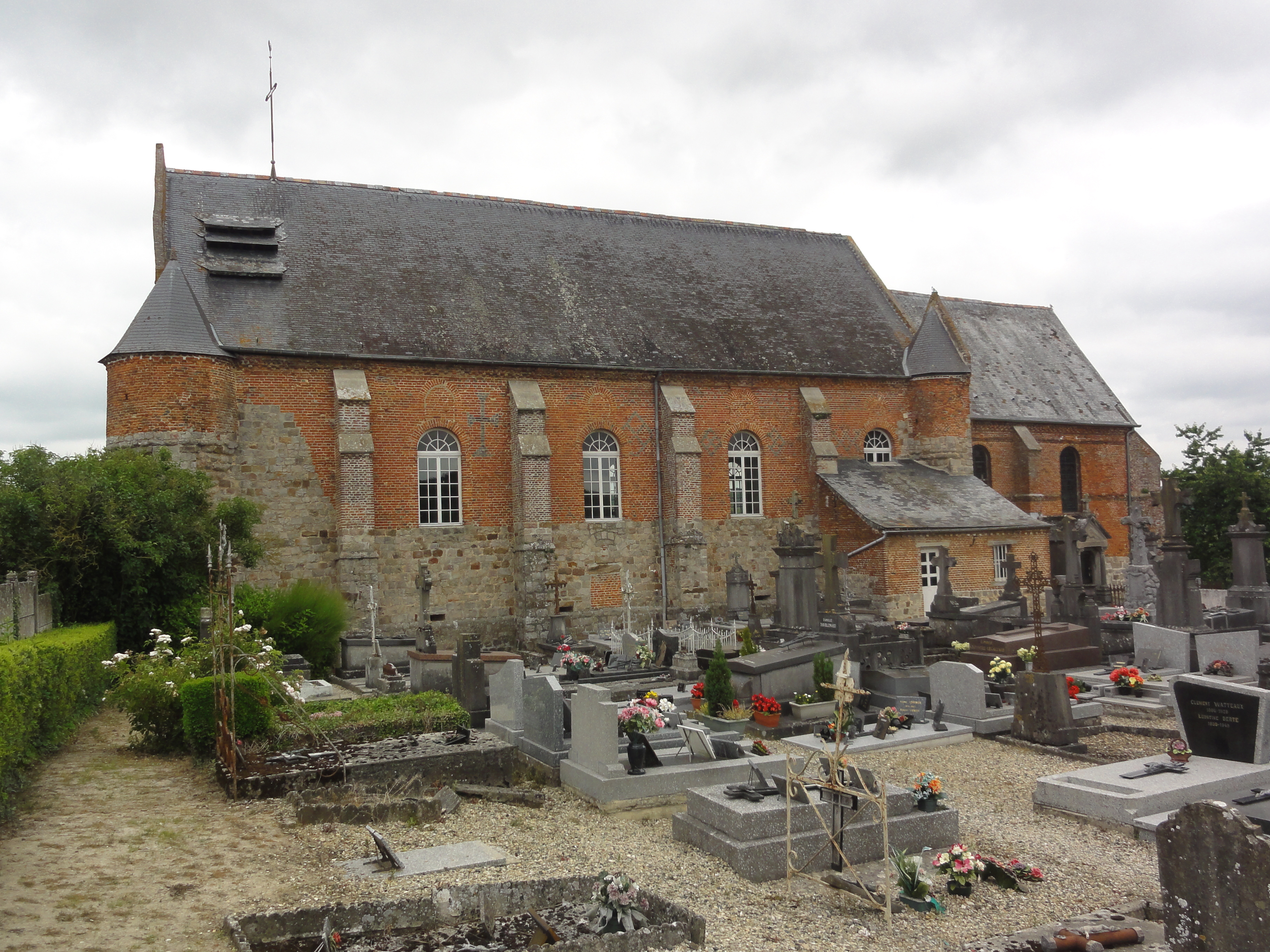
La chiesa di Marly vista dal cimitero.
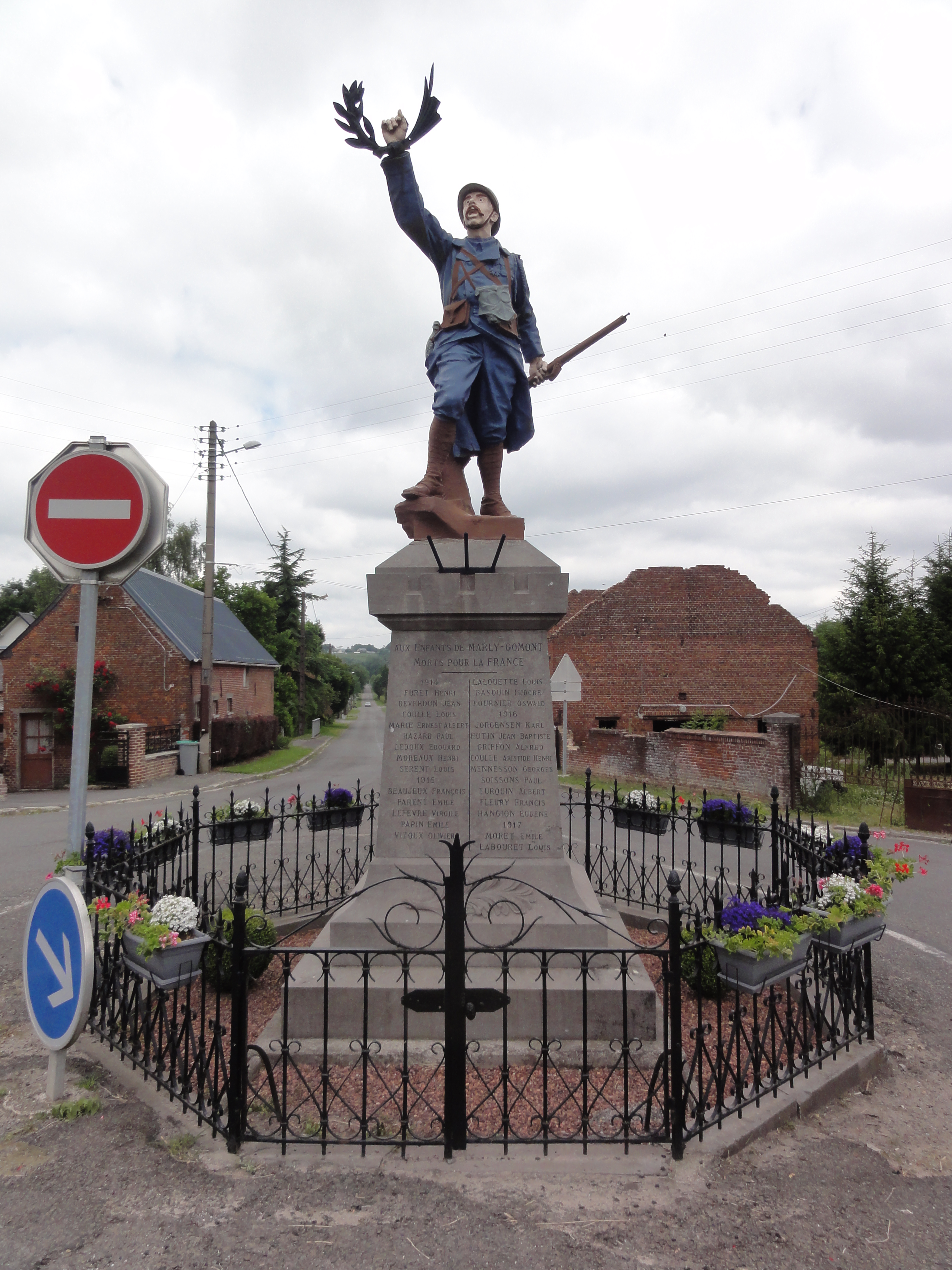
Monumento ai caduti.
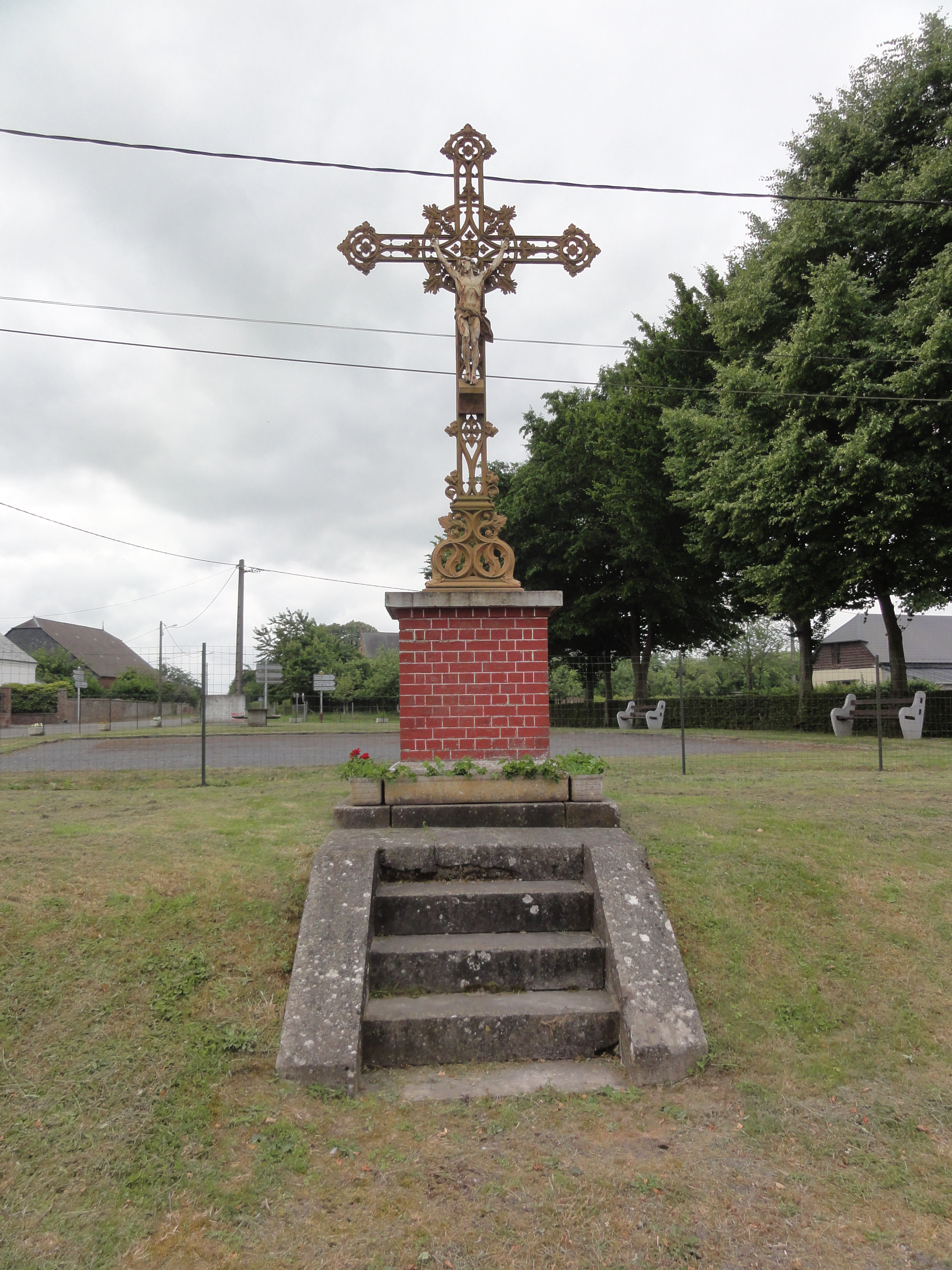
Croix de chemin a Gomont.
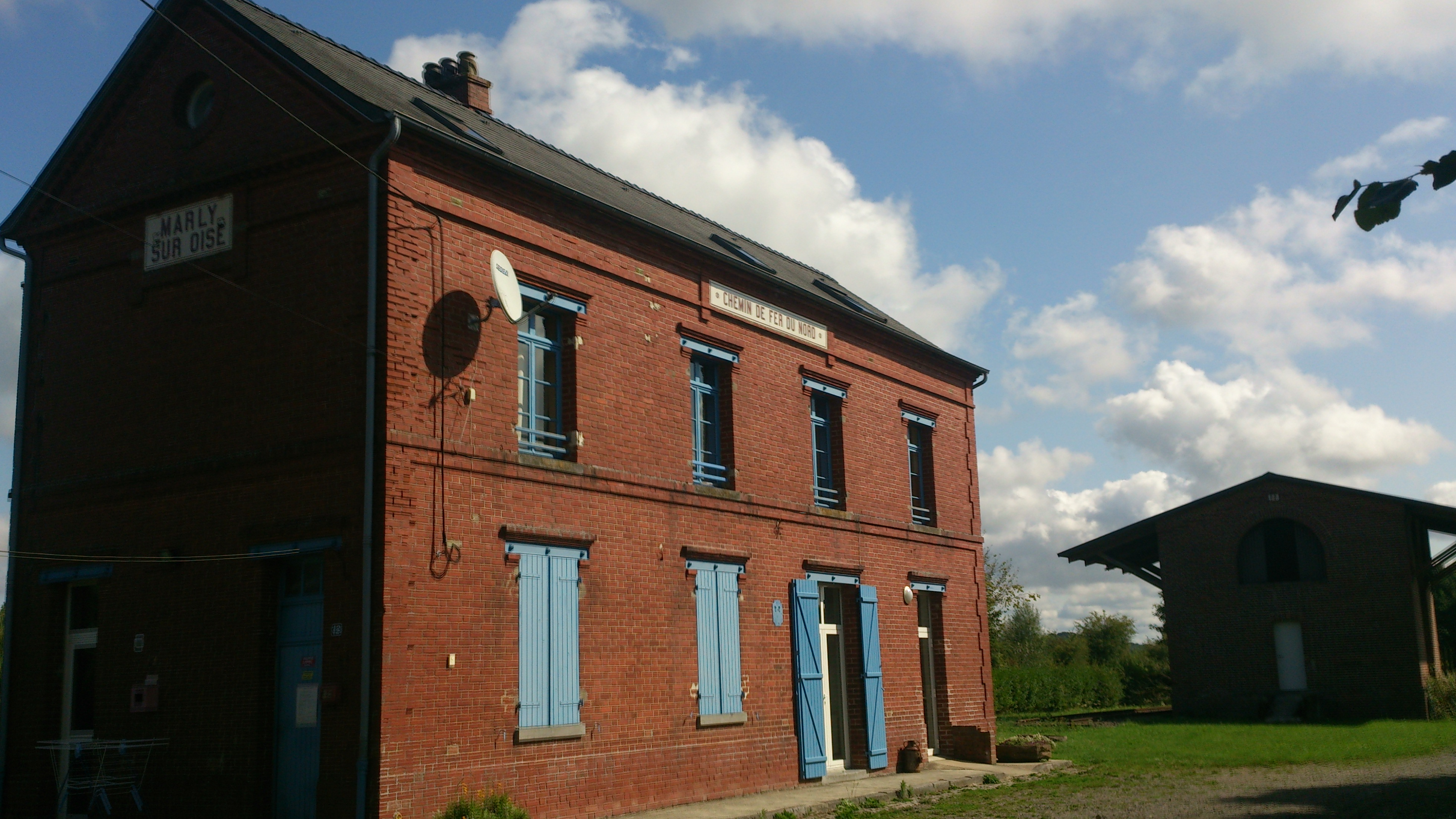
L'antica stazione di Marly-sur-Oise divenuta abitazione (agosto 2015).